# Eva Crane
Eva Crane, nata Ethel Eva Widdowson, (Londra, 12 giugno 1912 – Slough, 6 settembre 2007), è stata una fisica, biologa, scrittrice e intellettuale britannica. Si è occupata principalmente di api e di apicoltura. La sua formazione è iniziata con la matematica quantistica, ma successivamente i suoi interessi si rivolsero alle api al cui studio dedicò interi decenni della sua vita. Visitò più di 60 paesi, spesso anche in condizioni primitive.
Il New York Times riferisce che "la dott.sa Crane scrisse alcuni dei più importanti libri sulle api e l'apicoltura" e commenta che "la sua sorella maggiore, Elsie Widdowson, anch'essa ricercatrice infaticabile, contribuì a rivoluzionare il campo della nutrizione, mostrando la stessa energia nel cacciare le foche sulla banchisa per studiare le loro abitudini alimentari".

## Biografia
Nata a Londra con il nome di Ethel Eva Widdowson ottenne il Ph.D. nel 1941 in fisica nucleare. Divenne lecturer in fisica alla Sheffield University. Sposò James Crane, un agente di borsa che nel 1942 prestò servizio alla Royal Navy Volunteer Reserve. Il marito morì nel 1978.
Iniziò ad interessarsi alle api quando lei e suo marito ricevettero un alveare come dono di nozze; il donatore sperava che li avrebbe aiutati ad ottenere la loro razione di zuccheri durante il periodo di guerra.
La Crane scrisse più di 180 pubblicazioni tra saggi, articoli e libri molti dei quali dai 70 ai 90 anni.. Honey: A Comprehensive Survey (1975), testo al quale contribuì per diversi importanti capitoli, fu pubblicato perché convinse l'editore (Heinemann Press) che un libro sull'argomento fosse assolutamente necessario. Sebbene oggi non venga più stampato rimane uno dei libri più significativi mai scritti sul miele. A Book of Honey (1980) e The Archaeology of Beekeeping (1983) trasmette il suo grande interesse sulla nutrizione e l'apicoltura più antica.
I suoi scritti culminarono in due possenti ed enciclopedici tomi, Bees and Beekeeping: science, practice and world resources (1990, 614 pagine) e The World History of Beekeeping and Honey Hunting (1999, 682 pagine). Questi libri costituiscono la sintesi delle conoscenze e delle esperienze di una vita e sono considerati dei libri di testo fondamentali nel mondo dell'apicoltura.
Morì all'età di 95 anni a Slough in Inghilterra.